# Miguel Vega Alvear
Miguel Federico Vega Alvear (Lima, 11 de mayo de 1942) es un abogado, empresario y político peruano. Fue senador de la república en el breve periodo 1990-1992 y presidente de la Confederación Nacional de Instituciones Empresariales Privadas (CONFIEP) de 1986 a 1987. También fue presidente de la Sociedad Nacional de Industrias, presidente de la ONG Pro-Desarrollo, que elaboró el Proyecto Empresarial Peruano PEP (32 Volúmenes) en 1996 y regidor de la Municipalidad de Lima entre 1984 y 1986.

## Biografía
Nació en la ciudad de Lima, el 11 de mayo de 1942
Estudió la carrera de Derecho en la Pontificia Universidad Católica del Perú. Ha seguido el Programa de Alta Dirección de la Universidad de Piura, así como cursos de postgrado en el Instituto de Derecho Comparado de la Universidad Nacional Mayor de San Marcos y en el Instituto para la Integración de América Latina.
De 1985 a 1986 fue presidente de la Sociedad Nacional de Industrias. Fue cofundador del Instituto Libertad y Democracia (ILD). 
Es presidente de la Cámara Binacional de Comercio e Integración Perú – Brasil.

### Presidente de la CONFIEP
De 1986 a 1987 fue presidente de la Confederación Nacional de Instituciones Empresariales Privadas (CONFIEP).
Fue también presidente de la ONG Pro-Desarrollo, que elaboró el Proyecto Empresarial Peruano PEP en 1996.
En el año 2020 fue elegido representante del sector privado ante la Comisión para la Reanudación de las Actividades Económicas, en el marco de la Pandemia de COVID-19 en Perú.

## Participación en la política

### Regidor de Lima
En las elecciones municipales de 1983, Vega resultó elegido como regidor de la Municipalidad de Lima por el partido Acción Popular.

### Senador de la República
Para las elecciones parlamentarias de 1990, postuló al Senado de la República por el Frente Democrático, coalición liderada por Mario Vargas Llosa. Vega era miembro del Movimiento Libertad y resultó elegido, con 152 761 votos, para el periodo parlamentario 1990-1995.
Como senador fue presidente de la Comisión Investigadora sobre el caso BCCI en el primer gobierno de Alan García.
Su gestión parlamentaria fue interrumpida por el autogolpe de Estado de abril de 1992 decretada por el condenado expresidente Alberto Fujimori.
En 2020 Vega se sumó al equipo de plan de gobierno de Avanza País, partido liderado por el economista Hernando de Soto, para las elecciones generales del 2021.